# Монтефано
Монтефано (итал. Montefano) — коммуна в Италии, располагается в регионе Марке, в провинции Мачерата.
Население составляет 3479 человек (2008 г.), плотность населения составляет 95 чел./км². Занимает площадь 34 км². Почтовый индекс — 62010. Телефонный код — 0733.
Покровителем коммуны почитается святой Донат из Имолы, празднование 7 августа. В 1501 году здесь родился Марчелло Червини, будущий папа римский Марцелл II.

## Демография
Динамика населения:

## Администрация коммуны
- Официальный сайт: https://web.archive.org/web/20060825072642/http://www.montefano.sinp.net/